# 史蒂夫·雷德格雷夫
史蒂文·杰弗里·雷德格雷夫爵士，CBE（英語：Sir Steven Geoffrey Redgrave，1962年3月23日—），白金汉郡馬洛人，英国男子赛艇运动员，2000年退役。他是唯一一位连续五届奥运会赛艇金牌得主，除了奧運金牌，烈姬芙還贏得了三枚英聯邦運動會金牌和九枚世界賽艇錦標賽金牌。